# Shailesh Vara
Shailesh Vara (ur. 4 września 1960 w Ugandzie) – brytyjski polityk, członek Partii Konserwatywnej, poseł do Izby Gmin z okręgu North West Cambridgeshire. Od 7 lipca do 6 września 2022 zajmował stanowisko ministra ds. Irlandii Północnej w drugim gabinecie Borisa Johnsona.

## Życiorys
Urodził się w Ugandzie w rodzinie hinduskich imigrantów z Gudźaratu. Rodzina wyemigrowała do Wielkiej Brytanii, gdy miał 4 lata. Ukończył Aylesbury Grammar School, a następnie zdobył wykształcenie prawnicze na Brunel University London.
W 2005 roku został wybrany posłem do Izby Gmin z okręgu North West Cambridgeshire. Uzyskał reelekcję w 2010, 2015, 2017 i 2019 roku.
Jako wyższy urzędnik państwowy pracował departamencie sprawiedliwości (2013–2016), Department for Work and Pensions (2015–2016) oraz w okresie od stycznia do listopada 2018 pełnił funkcję podsekratarza stanu ds. Irlandii Północnej. 7 lipca 2022 został mianowany ministrem ds. Irlandii Północnej w drugim gabinecie Borisa Johnsona, zajmował to stanowisko do 6 września 2022.
W wyborach parlamentarnych w 2024 nie uzyskał mandatu.
Jest żonaty, ma dwoje dzieci.